# Dmitrij Pavlovskij
Dmitrij Pavlovskij (in russo Дмитрий Павловский?; ...) è un ingegnere e programmatore russo.

## Biografia
Nato nell'ex Unione Sovietica, Pavlovskij è stato computer engineer presso il Computer Center dell'Accademia russa delle scienze. Assieme a Vadim Gerasimov ed Aleksej Leonidovič Pažitnov ha sviluppato il videogame Tetris. Negli anni '80 sviluppò inoltre il gioco Antix (nome contratto di Antixonix).